# Psycholinguistik
Psycholinguistik ist – als ein Teilgebiet der Sprachwissenschaft – die Wissenschaft von der menschlichen Sprachfähigkeit. Inhalt der Psycholinguistik ist die Erforschung des menschlichen Spracherwerbs, der Bedingungen für das Produzieren und Verstehen von Sprache sowie der Repräsentation von Sprache im Gehirn. Das die Wechselwirkungen von Sprache und Denken untersuchende Fachgebiet ist eng verbunden mit anderen wissenschaftlichen Disziplinen wie Sprachpsychologie, Neurolinguistik und Kognitionswissenschaft. Psycholinguistik und Sprachpsychologie unterscheiden sich dahingehend, dass erstere aus der Sicht und mit den Methoden der Sprachwissenschaft arbeitet, während Sprachpsychologie als Teilgebiet der Psychologie auf deren Theorien aufbaut und deren Methoden benutzt. Mit zunehmender Konvergenz der beiden Herangehensweisen werden die beiden Ausdrücke sehr häufig auch synonym verstanden.
Die Bezeichnung Psycholinguistik geht auf Charles E. Osgood und Thomas Sebeok zurück, die 1954 die Publikation Psycholinguistics herausgaben.

## Die Psycholinguistik als wissenschaftliche Disziplin
Traditionell weist die Psycholinguistik drei Forschungsbereiche auf:
- Die Spracherwerbsforschung untersucht den Erwerb des sprachlichen Wissens sowohl in erster Linie von heranwachsenden Kindern als auch im Rahmen des Zweitspracherwerbs.
- Die Sprachwissensforschung fragt nach dem erworbenen Wissen, über das ein kompetenter Sprecher einer Sprache verfügen muss. Dies umfasst nicht nur die Bedeutungen einzelner Wörter und deren mentale Strukturierung, sondern auch das Verfügen über Prinzipien, diese Wörter zu übergeordneten Einheiten wie Sätzen oder Texten zusammenzufügen.
- Die Sprachprozessforschung untersucht die Umstände, wie das erworbene Wissen erfolgreich zur Anwendung gebracht wird, mithin die Aufgaben, die gemeistert werden müssen, um eine sprachliche Äußerung verstehen oder produzieren zu können.

Psycholinguistische Hypothesen und Theorien werden anhand verschiedener sprachlicher Daten entwickelt, die systematisch erhoben werden. Diese umfassen bereits die Lautäußerungen des Brabbelns, die einige Charakteristika normaler Wörter haben, jedoch noch keine festgelegte Bedeutung aufweisen. Von großer Bedeutung sind Kindersprachdaten, die im Rahmen des Erwerbs einer Muttersprache oder auch einer Zweitsprache erhoben, aufgezeichnet und schließlich zu kindersprachlichen Korpora zusammengefasst der wissenschaftlichen Allgemeinheit zur Verfügung gestellt werden. Auch Merkmale der Sprachfähigkeiten erwachsener Menschen werden in der Theorieentwicklung berücksichtigt. Von besonderem Interesse sind dabei Fehler bei der Sprachproduktion und beim Sprachverstehen. Von erfolgreichen psycholinguistischen Theorien wird gefordert, dass sie mit neurowissenschaftlichen, besonders neuropsychologischen, Erkenntnissen übereinstimmen. Psycholinguistische Forschungsergebnisse sind auch für die Arbeiten in der Klinischen Linguistik maßgeblich.
Die Psycholinguistik und ihre Nachbardisziplinen
Es herrscht keine Übereinkunft darüber, ob die Psycholinguistik zur allgemeinen Linguistik oder zur angewandten Linguistik zu zählen ist, da die Termini allgemein und angewandt in diesem Zusammenhang teils unterschiedlich verstanden werden. Einerseits gilt die Psycholinguistik als „allgemeine“ Disziplin, da ihre Ergebnisse unabhängig von den einzelnen Sprechern allgemein, also für jegliche Menschen gültig sein sollen; andererseits wird Psycholinguistik als „angewandtes“ Fach gesehen, da es sich um die Erforschung von Sprache in ihrer Anwendung handelt und deren Ergebnisse im Rahmen angewandter Fächer (Klinische Linguistik, Erstellen von Sprachstandstests etc.) von Bedeutung sind.
Die Psycholinguistik unterscheidet sich jedenfalls von der theoretischen Linguistik dahingehend, als sie explizit nach den psychologischen Mechanismen fragt, die die Sprachverarbeitung möglich machen. Die theoretische Linguistik untersucht hingegen die Strukturen von natürlichen Sprachen, ohne solche Vorgänge zu berücksichtigen.

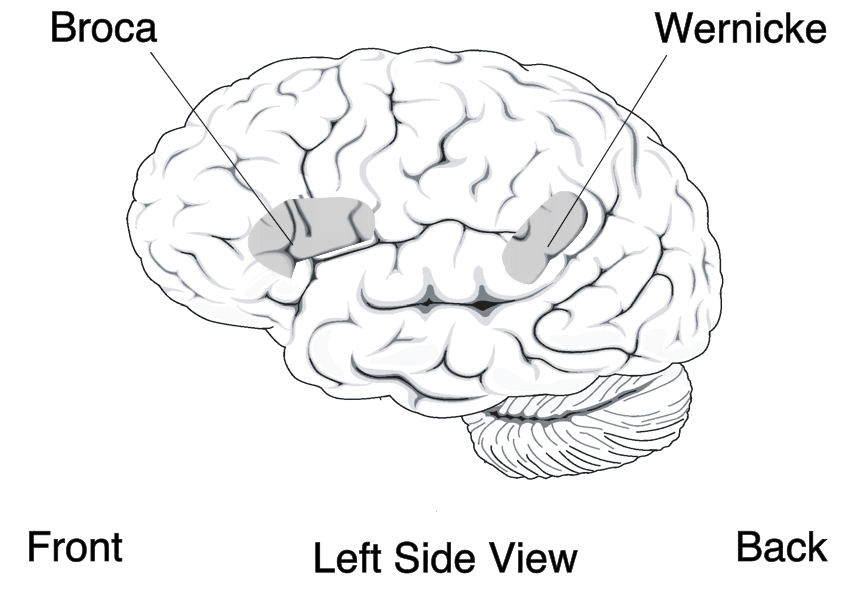
Die Neurolinguistik begann im 19. Jahrhundert mit der Entdeckung von zwei Gehirnregionen, deren Schädigung zu Sprachstörungen führt.

Die Psycholinguistik wird in der Regel auch von der Neurolinguistik unterschieden, mit der sie jedoch viele Berührungspunkte hat. Die Neurolinguistik sucht unter anderem nach neuronalen Korrelaten, also nach den Gehirnaktivitäten, die mit einzelnen sprachlichen Prozessen einhergehen, und untersucht etwa anhand der Dissoziationsmethode die Auswirkungen von einzelnen Gehirnschädigungen auf die Sprachverarbeitung. Psycholinguistische Forschung bezieht diese Daten zwar mit ein, ihr Ziel ist jedoch nicht die Lokalisierung von Gehirnregionen. Psycholinguisten schließen aus den erhobenen Daten über Sprachstörungen, Reaktionszeiten, Sprachentwicklung und Sprachproduktionsfehlern etwa, dass es verschiedene Systeme zur Worterkennung und zur Syntaxanalyse gibt. Eine solche abstrakt-psychologische Behauptung setzt aus der Warte der Psycholinguistik jedoch nicht unbedingt voraus, dass sich auch zwei verschiedene Gehirnregionen finden lassen, die jeweils für Worterkennung oder Syntaxanalyse zuständig sind. Vielmehr wird das Verhältnis von psychologischen und neurowissenschaftlichen Daten sehr kontrovers diskutiert, so wie es oft auch umstritten ist, ob die Psycholinguistik im Grunde auf die Neurolinguistik reduziert werden kann.
Psycholinguistische Fragestellungen werden auch in den Nachbardisziplinen Sprechwissenschaft und Sprecherziehung behandelt.
Die psycholinguistische Forschung hat weit in die Kognitionswissenschaft und auch in die Philosophie des Geistes gewirkt. Die Sprachfähigkeit spielt in diesen Disziplinen eine zentrale Rolle, da sie zum einen zahlreiche kognitive Fähigkeiten wie das Denken oder das Gedächtnis voraussetzt, zum anderen selbst wiederum konstitutiv für verschiedene kognitive Fähigkeiten ist, die zumindest in Teilen sprachlich strukturiert zu sein scheinen. Umfassende psycholinguistische Theorien enthalten daher oft auch Hypothesen etwa über das menschliche Denken oder Gedächtnis, wie sie in Jerry Fodors Idee der Sprache des Geistes zum Ausdruck kommen. Zudem besteht bei vielen Forschern die Hoffnung, dass eine umfassende psycholinguistische Theorie ein Kernstück einer allgemeinen Theorie der menschlichen Kognition werden könnte.
Daher ergibt sich auch eine erhebliche Nähe des Faches zur phylogenetischen Theorie der Sprachentwicklung (Evolution der Sprache). Man untersucht dabei nicht vorrangig den Spracherwerb oder die Sprachstörungen eines tierischen oder eines menschlichen Individuums, sondern fragt nach dem Verlauf des Sprachlernens der Arten in Jahrmillionen (beispielsweise durch Vergleich der sogenannten Sprachgene oder ihrer Expressionsfaktoren). Durch den Vergleich der Sprachphänomene bei Mensch und Tier ergibt sich nach Konrad Lorenz ein Blick in die Rückseite des Spiegels – also ein tieferes Verständnis der Gewordenheit von Sprache über die Jahrmillionen.

## Sprachliches Wissen

### Überblick
Die menschliche Sprachfähigkeit basiert auf Wissen, das bei jedem kompetenten Mitglied einer Sprachgemeinschaft vorhanden sein muss. Ein Beispiel: Um den Satz „Jana liebt ihren Kollegen bereits seit vielen Jahren.“ verstehen zu können, muss man über verschiedene Informationen verfügen: Zum einen muss man die Bedeutung der Wörter kennen. Allein die Wortbedeutung reicht jedoch nicht aus, um zu verstehen, dass Jana das Subjekt (die Liebende) ist und der Kollege das Objekt (der Geliebte) ist. Man muss daher zudem über grammatisches Wissen (Syntax) verfügen. In der Psycholinguistik wird dies durch die Unterscheidung zwischen einem mentalen Lexikon und der mentalen Grammatik reflektiert. Im mentalen Lexikon sind Informationen über die einzelnen Einheiten gespeichert, die mentale Grammatik gibt darüber Auskunft, wie diese Einheiten kombiniert werden können.
Doch auch im mentalen Lexikon kann man wiederum zwischen verschiedenen Ebenen unterscheiden. Ein kompetenter Sprecher muss verschiedene Dinge über ein Wort wie „Sonne“ wissen. Zunächst ist es natürlich notwendig, dass der Sprecher die Bedeutung (Semantik) des entsprechenden Wortes kennt. Es ist jedoch auch notwendig, dass die syntaktischen Eigenschaften des Wortes bekannt sind, etwa, dass „Sonne“ ein Nomen und vom Genus feminin ist. Die syntaktischen und semantischen Informationen über eine Einheit im mentalen Lexikon werden in der Psycholinguistik als „Lemma“ bezeichnet. Schließlich muss auch die Ausdrucksform bekannt sein, also die Tatsache, wie man ein Wort ausspricht (Lautwissen) oder aufschreibt (graphematisches Wissen). Diese Informationen werden in der Psycholinguistik als „Lexem“ bezeichnet.
Diese grobe Gliederung des sprachlichen Wissens ist plausibel, allerdings muss man sich fragen, ob den dargestellten Verarbeitungsschritten auch tatsächlich verschiedene psychische Prozesse entsprechen. Die Psycholinguistik kann sich bei der Beantwortung dieser Frage auf verschiedene Quellen stützen. Hier stehen verschiedene Experimente und Beobachtungen zur Verfügung: So kann in der Neuropsychologie etwa herausgefunden werden, dass Patienten mit gewissen Störungen auch nur Fehler bei bestimmten Verarbeitungsschritten machen, was eine getrennte Verarbeitung im Gehirn vermuten lässt. Hilfreich ist auch oft der Blick auf Versprecher, die in bestimmten Kontexten nur Vertauschungen auf einer bestimmten Ebene aufweisen. Des Weiteren kann man versuchen, in Experimenten gewisse Aspekte des sprachlichen Wissens selektiv zu beeinflussen. Ein typisches Beispiel ist das „Tip of the tongue“–Phänomen, das experimentell erzeugt werden kann. Ein solches Phänomen tritt auf, wenn einem ein Wort „auf der Zunge liegt“, man also auf die semantischen (bedeutungsgeladenen) und syntaktischen Informationen Zugriff hat, allerdings nicht über das lautliche Wissen verfügt. Dieses Phänomen spricht dafür, dass das lautliche Wissen tatsächlich anders verarbeitet wird als das syntaktische und semantische Wissen.

### Kompositionalität
Die grundlegende Idee der psycholinguistischen Analyse von sprachlichem Wissen ist also, dass im mentalen Lexikon die grundlegenden sprachlichen Einheiten gespeichert sind, die nach Vorgaben der mentalen Grammatik zu einer komplexen sprachlichen Struktur kombiniert werden können. Nun stellt sich natürlich die Frage, wie die grundlegenden Einheiten im mentalen Lexikon aussehen. Sind es Sätze, Satzteile, Wörter, oder die kleinsten bedeutungstragenden Einheiten (Morpheme)?
Es lässt sich leicht einsehen, dass Sätze nicht die grundlegenden Einheiten im mentalen Lexikon sein können. Die Zahl möglicher Sätze ist so gewaltig, dass kein Mensch sie alle schon gespeichert vorliegen haben kann. Bei genauerer Betrachtung erweist sich die Zahl der Sätze sogar als potentiell unendlich. Man kann zu Sätzen immer neue Nebensätze fügen und so immer komplexere Satzstrukturen schaffen. Ein triviales Beispiel ergibt sich aus der Verknüpfung mit dem Wort „und“: „Er ging einen Schritt und noch einen Schritt und noch einen Schritt und noch einen Schritt und noch einen Schritt …“ Da in der Sprache nicht festgelegt ist, dass nur eine gewisse Komplexität erlaubt ist, kann man schon mit solch einfachen Beispielen potentiell unendlich viele verschiedene Sätze erzeugen. Menschen können diese Sätze verstehen, können sie aber nicht alle bereits gespeichert haben. Vielmehr müssen diese Sätze aus grundlegenderen Einheiten erzeugt werden.
Wenn nicht jeder Satz im mentalen Lexikon gespeichert ist, so müssen kleinere Einheiten vorhanden sein, aus deren Kombination Sätze erzeugt werden können. In der Linguistik wird dieses Phänomen unter dem Stichwort der Kompositionalität diskutiert. Das von dem Logiker und Philosophen Gottlob Frege formulierte Kompositionalitätsprinzip besagt, dass sich die Bedeutung von komplexen sprachlichen Strukturen aus der Bedeutung und Anordnung der Teile ergibt. Ein Beispiel: Die Bedeutung des Satzes „Das Haus ist grün.“ ergibt sich aus der Bedeutung und Anordnung der Begriffe „Das“, „Haus“, „ist“, „grün“ und der Anordnung dieser Wörter. Mit dem Kompositionalitätsprinzip kann man erklären, wie Menschen Sätze verstehen können, ohne die Sätze selbst im mentalen Lexikon gespeichert zu haben.